# Рэмси, Питер
Пи́тер Рэ́мси (англ. Peter Ramsey) — американский кинорежиссёр, иллюстратор, художник-мультипликатор. Хорошо известен режиссированием мультфильмов «Хранители снов» и «Человек-паук: Через вселенные». За работу над мультфильмом «Человек-паук: Через вселенные», он стал первым афроамериканцем, который был номинирован на премию «Оскар» за лучший анимационный полнометражный фильм и получил ее.

## Ранняя жизнь
Рэмси вырос в районе Креншоу на юге Лос-Анджелеса и в 17 окончил школу.  Он изучал живопись в Калифорнийском университете в течение двух лет, прежде чем поступил в Городской колледж Лос-Анджелеса.

## Карьера
Его первой работой в Голливуде была роспись фрески, но вскоре он стал работать художником-раскадровщиком и иллюстратором в 26-ти фильмах, включая «Хищник 2», «Огненный вихрь», «День независимости»[уточнить], «Бойцовский клуб» и «Искусственный разум». Он был вторым директором во время съемки таких фильмов, как «Поэтическая справедливость», «Высшее образование», «Танкистка» и «Годзилла». Арон Уорнер, продюсер «Танкистки», предложил ему присоединиться к DreamWorks Animation. Первоначально не проявив интереса, Рэмси присоединился к DreamWorks в качестве художника для мультфильмов «Шрек 3» и «Шрек: Рождество».
В 2012 году он поставил «Хранители снов» по мотивам книг Уильяма Джойса. В 2018 году он стал одним из режиссеров мультфильма «Человек-паук: Через вселенные», за который получил премию «Оскар» за лучший анимационный полнометражный фильм.
Рэмси является членом AMPAS, Гильдии режиссеров Америки и Гильдии аниматоров.

## Фильмография

### Режиссёр
- «Монстры против пришельцев»(2009)
- «Хранители снов»(2012)
- «Человек-паук: Через вселенные»(2018)(вместе с Бобом Персичетти и Родни Ротманом

### Помощник режиссёра
- «Поэтическая справедливость»(1993)
- «Высшее образование»(1995)
- «Танкистка»(1995)
- «Годзилла»(1998)

### Художник-раскадровщик
- «Кошмар на улице Вязов 5: Дитя сна»(1989)
- «Хищник 2»(1990)
- «Танкистка»(1995)
- «Глаз за глаз»(1996)
- «День независимости»(1996)
- «Люди в чёрном»(1997)
- «Годзилла»(1998)
- «Быть Джоном Малковичем»(1999)
- «Бойцовский клуб»(1999)
- «Гринч — похититель Рождества»(2000)
- «Изгой»(2000)
- «Искусственный разум»(2001)
- «История с ожерельем»(2001)
- «Комната страха»(2002)
- «Особое мнение»(2002)
- «Адаптация»(2002)
- «Земное ядро: Бросок в преисподнюю»(2003)
- «Спартанец»(2004)
- «Подводная братва»(2004)
- «Шрек 3»(2007)
- «Шрек: Рождество»(2007)
- «Пингвины Мадагаскара»(2014)
- «Полный расколбас»(2016)
- «Папа-мама гусь»(2018)
- «Излом времени»(2018)

### Иллюстратор
- «Огненный вихрь»(1991)
- «Далеко-далеко»(1992)
- «Дракула»(1992)
- «Тень»(1994)
- «Бэтмен навсегда»(1995)
- «Эд из телевизора»(1999)

### Другое
- «Почти ангел»(1990)(линейный художник)
- «Монстры против пришельцев»(2009)(глава истории)
- «Кот в сапогах (мультфильм, 2011)»(2011)(креативный консультант)